# Мать Свеа

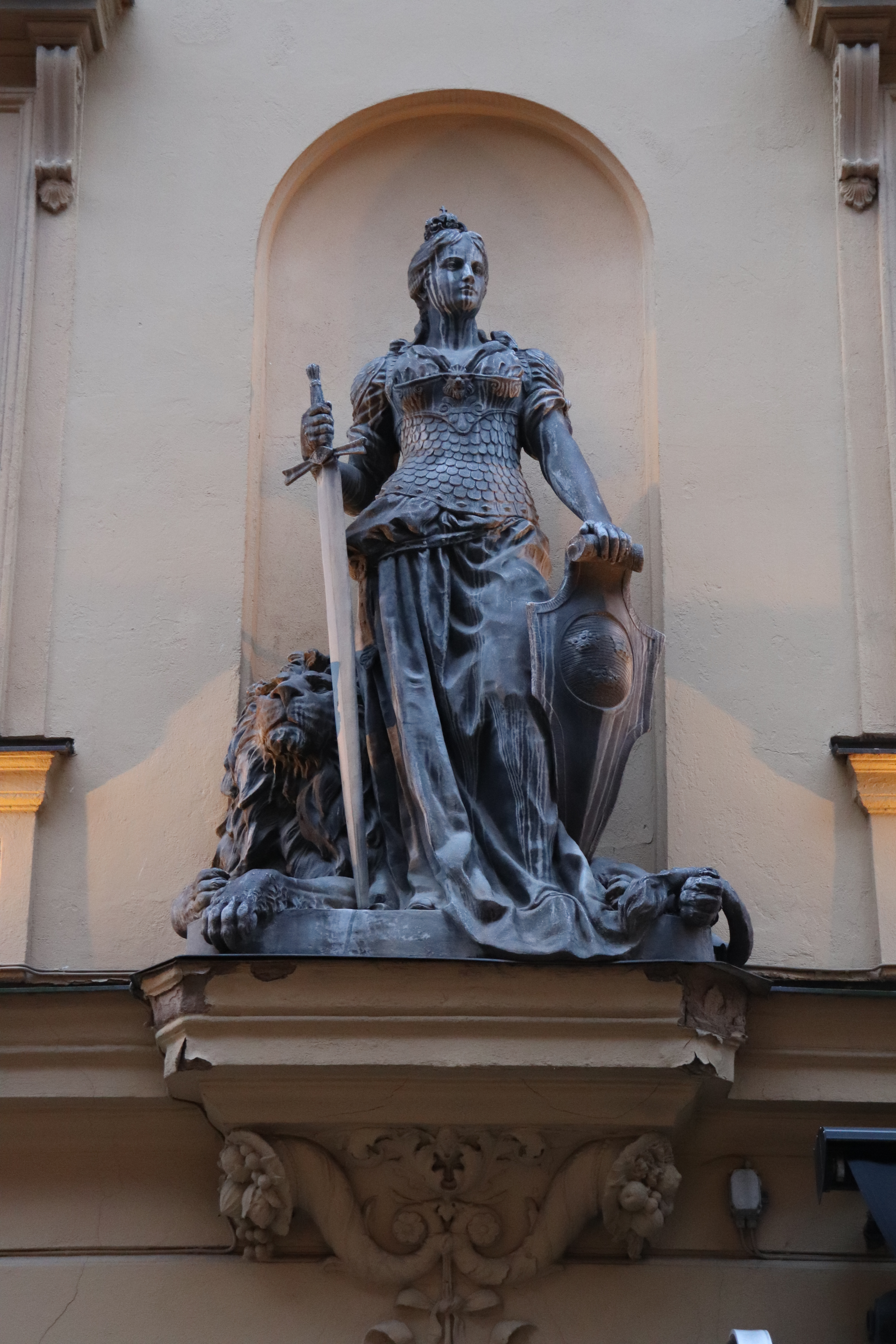
Статуя Матери Свеа в Стокгольме

Мать Свеа (швед. Moder Svea) — национальная женская персонификация Швеции. Национальный символ Швеции.
Традиционно изображается в виде валькирии, щитоносца или воительницы, держащей в руках щит и меч, и у чьих ног лежит лев. Имя Свеа является распространённым личным именем в Швеции, происходящим от древнескандинавского слова, обозначающего Швецию.

## История
Считается, что образ Матери Свеа был придуман шведским дипломатом, политическим деятелем и писателем Андерс Лейонстедтом, который описал схожий образ в своей поэме «Триумф Свеи Ликсалигеетс» в 1672 году.
Образ Матери Свеа стал популярным патриотическим символом после выхода в 1697 году поэтического произведения «Ведьма-скальд», посвящённого тогдашнему шведскому королю Карлу XI. Его автор, шведский поэт Гунно Эврелиус, позднее получил дворянство под именем Дальстьерна.

## Использование образа
Изображение Матери Свеа часто используется на шведских банкнотах и при монетной чеканке. Среди распространённых примеров можно выделить её появление на банкноте номиналом 5 крон, выпущенной в период с 1890 по 1952 год, и на идентичной по номиналу банкноте, выпускавшейся в период с 1954 по 1963 год.
В 1995 году шведская певица Лена Филипссон при поддержке композитора Торни Сёдерберга написала песню под названием Moder Swea.

## Галерея

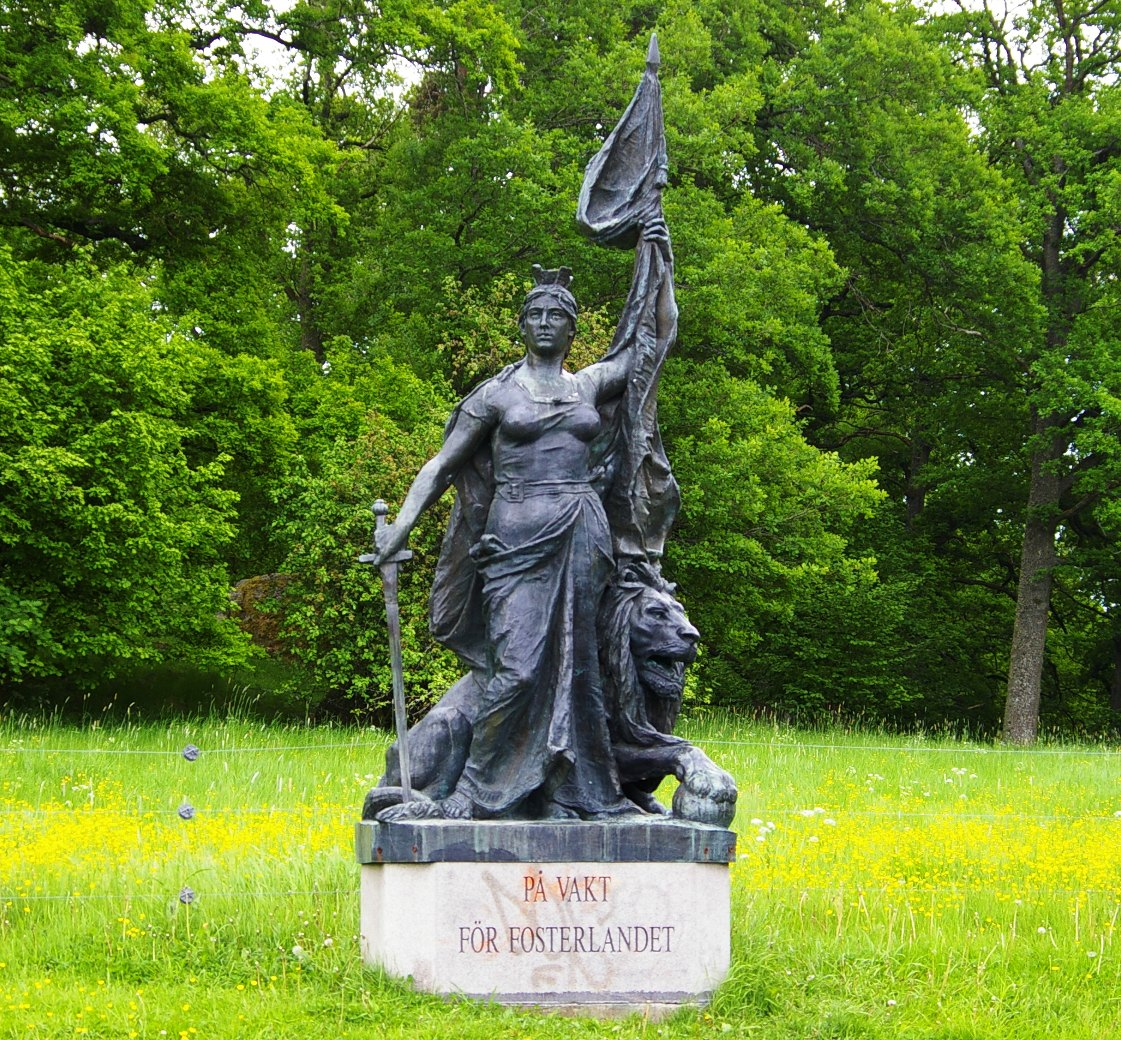
Статуя Матери Свеа в мемориальном парке Берга в Линчёпинге.
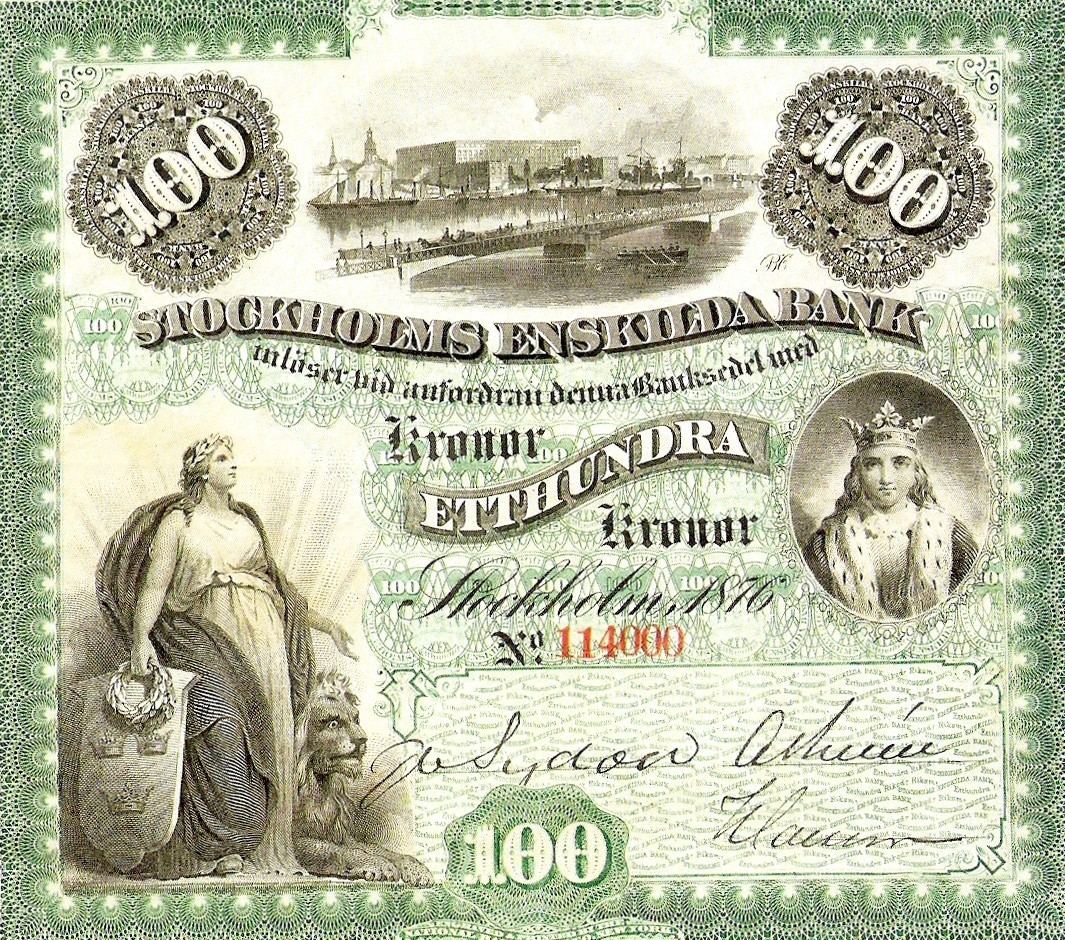
Мать Свеа на банкноте номиналом 100 крон 1876 года.
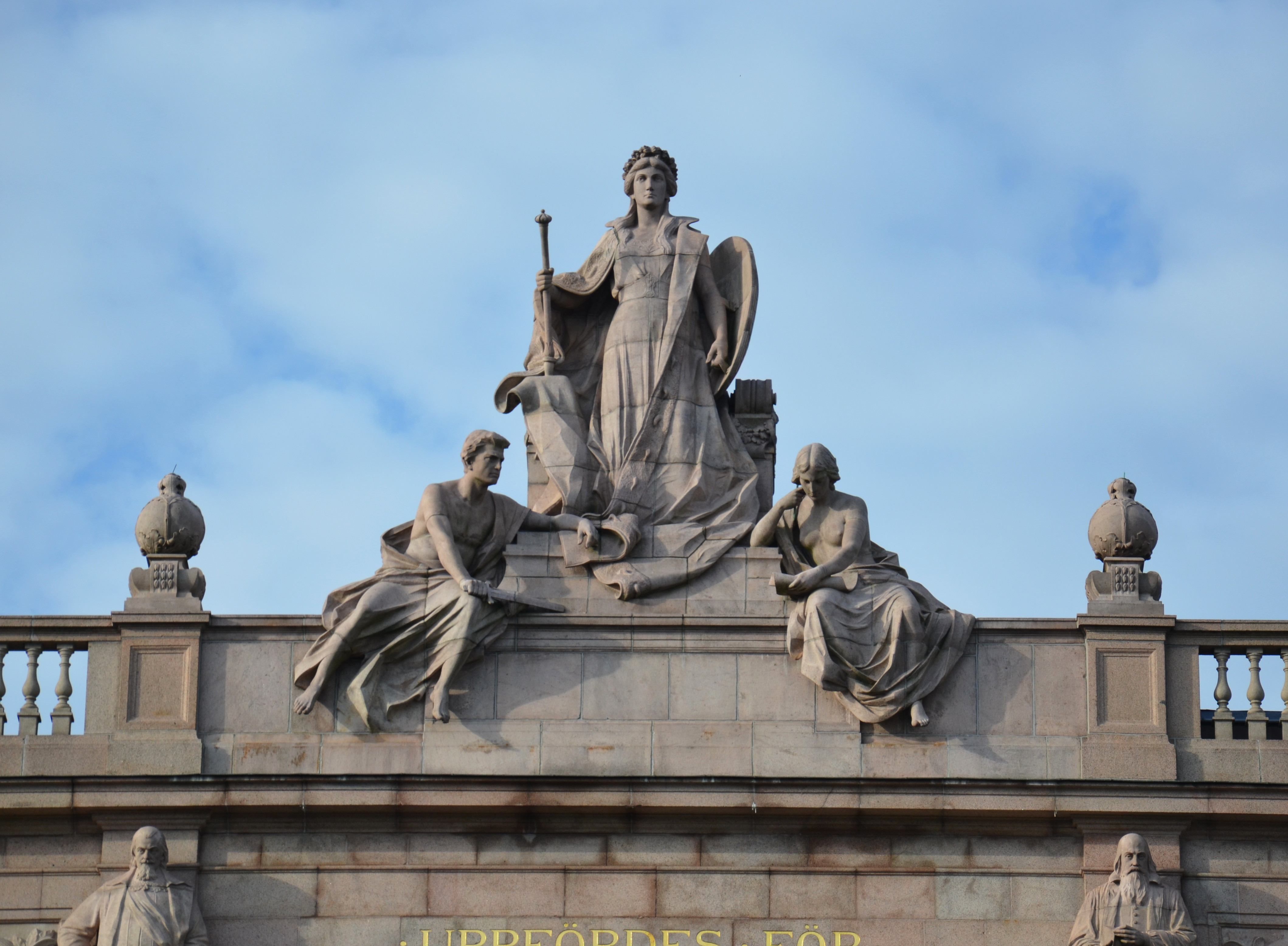
«Мать Свеа и четыре сословия», Теодор Лундберг, Стокгольм.